# Елен Грімо
Елен Грімо (фр. Hélène Grimaud; нар. 7 листопада 1969, Екс-ан-Прованс) — французько-американська піаністка та екоактивістка.

## Біографія
З сім'ї корсиканських євреїв по матері і берберських євреїв по батькові. Навчалася в Марсельській консерваторії у П'єра Барбізе і (з 1982 р.) в Паризькій консерваторії у Жака Рув'є. 
1985 року була вшанована премією Grand Prix du Disque за запис Сонати № 2 Сергія Рахманінова. Одночасно з закінченням консерваторії отримала диплом з етології зі спеціалізацією в поведінці тварин в природному місці існування. 
З 1991 року жила в США, спершу в Таллахассі, а потім в штаті Нью-Йорк, де разом зі своїм тодішнім партнером фотографом Генрі Фейром заснувала Центр збереження вовків (англ. Wolf Conservation Center) — невеликий заповідник, в якому жили 17 вовків і проводилися просвітницькі заходи, спрямовані на прояснення постаті образу вовка як ворога людини
З 2007 року живе в Швейцарії.

## Репертуар
Серед основних записів Грімо — Концерт № 1 для фортеп'яно з оркестром Йоганнеса Брамса (1997, з Берлінською державною капелою під керуванням Курта Зандерлінга), Концерти Бетховена — № 4 (1999, з Нью-Йоркським філармонічним оркестром під керуванням Курта Мазура) і № 5 (2007, з Дрезденською державної капелою під керуванням Володимира Юровського), — цей останній запис змусив одного з американських рецензентів назвати Грімо «художницею неймовірної проникливості»; критика виділяла також її виконання твору Арво Пярта «Credo», що дав назву однойменному диску (що включав твори Бетховена і Джона Корільяно).

## Книги
В 2003 році Елен Грімо випустила збірку автобіографічних і публіцистичних заміток «Дикі варіації» (фр. Variations Sauvages), англійське видання під назвою «Дикі гармонії: Життя з музикою і вовками», англ. Wild Harmonies: A Life of Music and Wolves.

## Визнання
У 2000 році була вшанована премією «Віктуар де ля мюзік» як кращий інструменталіст року, а в 2004 році отримала цю ж премію в номінації «Victoire d'honneur» (За заслуги перед музикою). У 2008 році отримала Національний орден «За заслуги» (Франція), а 2015-го — орден Почесного легіону.